# Metalimnobia improvisa
Metalimnobia improvisa là một loài ruồi trong họ Limoniidae. Chúng phân bố ở miền Cổ bắc.